# Station Nowa Sarzyna Wąskotorowa
Station Nowa Sarzyna Wąskotorowa is een spoorwegstation in de Poolse plaats Nowa Sarzyna.